# Домінік Ієронім Радзивілл
Домінік V Єронім Радзивілл (4 серпня 1786, Біла Підляська — 11 листопада 1813, Лаутрекен / Лаутерекен, Пфальц, Німеччина) — князь з роду Радзивіллів, полковник війська Князівства Варшавського та гвардії Наполеона І. ХІ-й Ординат Несвізький, ординат на Клецьку та Олиці. Був відомий своєю чудовою капеллою в Несвіжі.

## Життєпис
Син князя Гієроніма Вінцентія Радзивілла — ордината на Клецьку, мінського старости та його дружини княжни Софії Дороти фон Турн унд Таксіс (20.7.1758-31.5.1800). Після смерті батька був під опікою (разом з матір'ю) зведеного стрия Кароля Станіслава. У 1798—1801 роках навчався у Львові. Під час повстання Тадеуша Костюшка з матір'ю виїхав до Галичини, де вітчим Єнджей Казановскі мав опіку над його маєтками (4 міста, 72 села). В грудні 1810 року став до лав війська Князівства Варшавського, 1 квітня 1811 року став полковником 8-го полку уланів. Перед номінацією підписав офіру 180 000 золотих для потреб війська.
Після відновлення Наполеоном Великого князівства Литовського 28 червня 1812 року, війська Радзивіла першими увійшли у Вільно під біло-червоними прапорами.

## Родина
Перша дружина (шлюб 3.2.1807, розлучені; Ізабела Мнішхівна (5.8.1790 — 13.9.1852), дітей не мали. Друга дружина — Теофіла Моравська (12.4.1791, Варшава — 14.9.1828, там же; шлюб у Мінську 15.3.1809). Діти:
- Александер Домінік (нар. 29 лютого 1808 року, Ґрац; передшлюбний) — служив у війську в Алжирі, брав участь в Листопадовому повстанні, вважається засновником Галицької гілки роду.
- Стефанія (1809—1832).[7], дружина графа Людвіга (Льва) Сайн-Вітгенштейна